# Omphax neglecta
Omphax neglecta är en fjärilsart som beskrevs av Claude Herbulot 1977. Omphax neglecta ingår i släktet Omphax och familjen mätare. Inga underarter finns listade i Catalogue of Life.